# Grammy Awards 2019
La 61ª edizione dei Grammy Awards ha avuto luogo il 10 febbraio 2019 presso lo Staples Center di Los Angeles, in California.
Le candidature sono state rivelate il 7 dicembre 2018.

## Vincitori e candidati

### Assoluti

#### Registrazione dell'anno
- This Is America - Childish Gambino; Donald Glover e Ludwig Göransson (produttori); Derek "MixedByAli" Ali, Kesha Lee, Riley Mackin, Shaan Singh e Alex Tumay (ingegneri/mixers); Mike Bozzi (ingegnere del mastering)
- I Like It - Cardi B, Bad Bunny, J Balvin; Invincible, J. White Did It, Craig Kallman e Tainy (produttori); Leslie Brathwaite, Kuk Harrell, Evan LaRay e Simone Torres (ingegneri/mixers); Colin Leonard (ingegnere del mastering)
- The Joke - Brandi Carlile ; Dave Cobb e Shooter Jennings (produttori); Tom Elmhirst e Eddie Spear (ingegneri/mixers); Pete Lyman (ingegnere del mastering)
- God's Plan - Drake; Boi-1da, Cardo e Young Exclusive (produttori); Noel Cadastre, Noel "Gadget" Campbell e Noah Shebib (ingegneri/mixers); Chris Athens (ingegnere del mastering)
- Shallow - Lady Gaga, Bradley Cooper; Lady Gaga e Benjamin Rice (produttori); Brandon Bost e Tom Elmhirst (ingegneri/mixers); Randy Merrill (ingegnere del mastering)
- All the Stars - Kendrick Lamar, SZA; Al Shux e Sounwave (produttori); Sam Ricci e Matt Schaeffer (ingegneri/mixers); Mike Bozzi (ingegnere del mastering)
- Rockstar - Post Malone feat. 21 Savage; Louis Bell e Tank God (produttori); Louis Bell, Lorenzo Cardona, Manny Marroquin e Ethan Stevens (ingegneri/mixers); Mike Bozzi (ingegnere del mastering)
- The Middle - Zedd, Maren Morris, Grey; Grey, The Monsters and the Strangerz e Zedd (produttori); Grey, Tom Norris, Ryan Shanahan e Zedd (ingegneri/mixers); Mike Marsh (ingegnere del mastering)

#### Canzone dell'anno
- This Is America - Childish Gambino; scritta da Donald Glover e Ludwig Göransson
- All the Stars - Kendrick Lamar feat. SZA; scritta da Kendrick Duckworth, Solána Rowe, Al Shuckburg, Mark Spears e Anthony Tiffith
- Boo'd Up - Ella Mai; scritta da Larrance Dopson, Joelle James, Ella Mai & Dijon McFarlane
- God's Plan - Drake; scritta da Aubrey Graham, Daveon Jackson, Brock Korsan, Ron LaTour, Matthew Samuels e Noah Shebib
- In My Blood - Shawn Mendes; scritta da Teddy Geiger, Scott Harris, Shawn Mendes e Geoffrey Warburton
- The Joke - Brandi Carlile; scritta da Brandi Carlile, Dave Cobb, Phil Hanseroth e Tim Hanseroth
- The Middle - Zedd, Maren Morris, Grey; scritta da Sarah Aarons, Jordan K. Johnson, Stefan Johnson, Marcus Lomax, Kyle Trewartha, Michael Trewartha e Anton Zaslavski
- Shallow - Lady Gaga, Bradley Cooper; scritta da Lady Gaga, Mark Ronson, Anthony Rossomando e Andrew Wyatt

#### Album dell'anno
- Golden Hour - Kacey Musgraves
- Invasion of Privacy - Cardi B
- By the Way, I Forgive You - Brandi Carlile
- Scorpion - Drake
- H.E.R. - H.E.R.
- Dirty Computer - Janelle Monáe
- Black Panther: The Album - Vari artisti

#### Miglior artista esordiente
- Dua Lipa
- Luke Combs
- Bebe Rexha
- Jorja Smith
- Greta Van Fleet
- Chloe x Halle
- H.E.R.
- Margo Price

### Pop

#### Miglior interpretazione pop solista
- Lady Gaga – Joanne (Where Do You Think You're Goin'?)
- Beck – Colors
- Camila Cabello – Havana (Live)
- Ariana Grande – God Is a Woman
- Post Malone – Better Now

#### Miglior interpretazione pop di un duo o un gruppo
- Lady Gaga e Bradley Cooper – Shallow
- Christina Aguilera ft. Demi Lovato – Fall in Line
- Backstreet Boys – Don't Go Breaking My Heart
- Tony Bennett e Diana Krall – 'S Wonderful
- Maroon 5 ft. Cardi B – Girls like You
- Justin Timberlake ft. Chris Stapleton – Say Something
- Zedd, Maren Morris e Grey – The Middle

#### Miglior album pop vocale
- Sweetener - Ariana Grande
- Camila - Camila Cabello
- Meaning of Life - Kelly Clarkson
- Shawn Mendes - Shawn Mendes
- Reputation - Taylor Swift

#### Miglior album pop tradizionale
- My Way - Willie Nelson
- Love Is Here to Stay - Tony Bennett e Diana Krall
- Nat King Cole & Me - Gregory Porter
- Standards (Deluxe) - Seal
- The Music...The Mem'ries...The Magic! - Barbra Streisand

### Dance/Elettronica

#### Migliore registrazione dance
- Electricity - Silk City, Dua Lipa feat. Mark Ronson, Diplo
- Northern Soul - Above & Beyond feat. Richard Bedford
- Ultimate - Disclosure feat. Fatoumata Diawara
- Losing It - Fisher
- Ghost Voices - Virtual Self

#### Miglior album dance/elettronico
- Woman Worldwide - Justice
- Singularity - Jon Hopkins
- Treehouse - Sofi Tukker
- Oil of Every Pearl's Un-Insides - Sophie
- Lune Rouge - Tokimonsta

### Rock

#### Miglior interpretazione rock
- Chris Cornell – When Bad Does Good
- Arctic Monkeys – Four Out of Five
- Fever 333 – Made an America
- Greta Van Fleet – Highway Tune
- Halestorm – Uncomfortable

#### Miglior interpretazione metal
- High on Fire - Electric Messiah
- Between the Buried and Me – Condemned to the Gallows
- Deafheaven – Honeycomb
- Trivium – Betrayer
- Underoath – On My Teeth

#### Miglior canzone rock
- Masseduction - St. Vincent; scritta da Jack Antonoff ed St. Vincent
- Black Smoke Rising -  Greta Van Fleet; scritta da Jacob Thomas Kiszka, Joshua Michael Kiszka, Samuel Francis Kiszka e Daniel Robert Wagner
- Jumpsuit - Twenty One Pilots; scritta da Tyler Joseph
- Mantra - Bring Me the Horizon; scritta da Jordan Fish, Matthew Kean, Lee Malia, Matthew Nicholls ed Oliver Sykes
- Rats - Ghost; scritta da Tom Dalgety ed A Ghoul Writer

#### Miglior album rock
- From the Fires - Greta Van Fleet
- Rainier Fog - Alice in Chains
- Mania - Fall Out Boy
- Prequelle - Ghost
- Pacific Daydream - Weezer

### Alternative

#### Miglior album di musica alternativa
- Colors - Beck
- Tranquility Base Hotel & Casino - Arctic Monkeys
- Utopia - Björk
- American Utopia - David Byrne
- Masseduction - St. Vincent

### Reggae

#### Miglior album reggae
- 44/876 - Sting, Shaggy
- As The World Turns - Black Uhuru
- Reggae Forever - Etana
- Rebellion Rises - Ziggy Marley
- A Matter of Time - Protoje

### R&B

#### Miglior interpretazione R&B
- H.E.R. feat. Daniel Caesar – Best Part
- Toni Braxton – Long as I Live
- The Carters – Summer
- Lalah Hathaway – Y O Y
- PJ Morton – First Began

#### Miglior interpretazione R&B tradizionale
- Leon Bridges - Bet Ain't Worth the Hand
- PJ Morton feat. Yebba - How Deep Is Your Love
- Bettye LaVette - Don't Fall Apart on Me Tonight
- MAJOR. - Honest
- Charlie Wilson feat. Lalah Hathaway - Made for Love

#### Miglior canzone R&B
- Boo'd Up - Ella Mai; scritta da Larrance Dopson, Joelle James, Ella Mai e Mustard
- Come Through and Chill - Miguel feat. J. Cole, Salaam Remi; scritta da J. Cole, Miguel e Salaam Remi
- Feels Like Summer - Childish Gambino; scritta da Childish Gambino e Ludwig Göransson
- Focus -  H.E.R; scritta da Darhyl Camper Jr., H.E.R. e Justin Love
- Long as I Live - Toni Braxton; scritta da Paul Boutin, Toni Braxton ed Antonio Dixon

#### Miglior album Urban Contemporary
- The Carters - Everything Is Love
- Chloe x Halle - The Kids Are Alright
- Chris Dave and the Drumhedz - Chris Dave and the Drumhedz
- Miguel - War & Leisure
- Meshell Ndegeocello - Ventriloquism

#### Miglior album R&B
- H.E.R. - H.E.R.
- Sex & Cigarettes - Toni Braxton
- Good Thing - Leon Bridges
- Honestly - Lalah Hathaway
- Gumbo Unplugged (Live) - PJ Morton

### Rap

#### Miglior interpretazione rap
- Kendrick Lamar, Jay Rock, Future, James Blake - King's Dead
- Anderson Paak - Bubblin
- Cardi B - Be Careful
- Drake - Nice for What
- Travis Scott, Drake, Big Hawk, Swae Lee - Sicko Mode

#### Miglior collaborazione con un artista rap
- Childish Gambino – This Is America
- Christina Aguilera feat. GoldLink – Like I Do
- 6LACK feat. J. Cole – Pretty Little Fears
- Kendrick Lamar e SZA – All the Stars
- Post Malone feat. 21 Savage – Rockstar

#### Miglior canzone rap
- God's Plan - Drake; scritta da Drake, Cardo, Daveon Jackson, Brock Korsan, Boi-1da e 40
- King's Dead - Kendrick Lamar, Jay Rock, Future, James Blake;  scritta da Kendrick Lamar, 30 Roc, James Blake, Jay Rock, Mark Spears, Travis Walton, Future & Michael Williams II
- Lucky You - Eminem feat. Joyner Lucas; scritta da R. Fraser, Joyner Lucas, Eminem, Boi-1da e Jahaan Sweet
- Sicko Mode - Travis Scott, Drake, Big Hawk,Swae Lee; scritta da Swae Lee, Rogét Chahayed, Tay Keith, Mike Dean, Mirsad Dervic, Kevin Gomringer, Tim Gomringer, Drake, Big Hawk, Hit-Boy, Travis Scott, OZ e Cyhi the Prynce
- Win - Jay Rock; scritta da Kendrick Lamar, Vinylz, Jay Rock, Boi-1da e C. Thompson

#### Miglior album rap
- Invasion of Privacy - Cardi B
- Swimming - Mac Miller
- Victory Lap - Nipsey Hussle
- Daytona - Pusha T
- Astroworld - Travis Scott

### Musica per arti visive

#### Miglior raccolta di colonna sonora per arti visive
- AA.VV. - The Greatest Showman
- AA.VV. - Chiamami col tuo nome
- AA.VV. - Deadpool 2
- AA.VV. - Lady Bird
- AA.VV. - Stranger Things

#### Miglior colonna sonora per arti visive
- Ludwig Göransson - Black Panther
- Benjamin Wallfisch e Hans Zimmer - Blade Runner 2049
- Michael Giacchino - Coco
- Alexandre Desplat - La forma dell'acqua - The Shape of Water
- John Williams - Star Wars: Gli ultimi Jedi

#### Miglior canzone per arti visive
- Lady Gaga & Bradley Cooper (interpreti); Lady Gaga, Mark Ronson, Anthony Rossomando, Andrew Wyatt (autori) - Shallow (da A Star Is Born)
- Kendrick Lamar & SZA (interpreti); Kendrick Duckworth, Solána Rowe, Alexander William Shuckburgh, Mark Anthony Spears & Anthony Tiffith (autori) - All the Stars (da Black Panther)
- Sufjan Stevens (interprete); Sufjan Stevens (autore) - Mystery of Love (da Chiamami col tuo nome)
- Miguel featuring Natalia Lafourcade (interpreti); Kristen Anderson-Lopez & Robert Lopez (autori) - Remember Me (da Coco)
- Keala Settle & The Greatest Showman Ensemble (interpreti); Benj Pasek & Justin Paul (autori) - This Is Me (da The Greatest Showman)

### New Age

#### Migliore album new age
- Opium Moon - Opium Moon
- Hiraeth - Lisa Gerrard e David Kuckhermann
- Beloved - Snatam Kaur
- Molecules of Motion - Steve Roach
- Moku Maluhia – Peaceful Island - Jim Kimo West

### Produzione e ingegneria del suono

#### Produttore dell'anno, non classico
- Pharrell Williams
- Boi-1da
  - Be Careful (Cardi B)
  - Diplomatic Immunity (Drake)
  - Friends (The Carters)
  - God's Plan (Drake)
  - Heard About Us (The Carters)
  - Lucky You (Eminem featuring Joyner Lucas)
  - Mob Ties (Drake)
  - No Limit (G-Eazy featuring ASAP Rocky & Cardi B)
- Larry Klein
  - All These Things (Thomas Dybdahl)
  - Anthem (Madeleine Peyroux)
  - The Book of Longing (Luciana Souza)
  - Can I Have It All (Thomas Dybdahl)
  - Junk (Hailey Tuck)
  - Look At What We've Done (Thomas Dybdahl)
  - Meaning to Tell Ya (Molly Johnson)
- Linda Perry
- Kanye West

#### Miglior composizione remixata, non classica
- Walking Away (Mura Masa Remix) - Alex Crossan
- Audio (Cid Remix) - CID
- How Long (EDX's Dubai Skyline Remix) - Maurizio Colella
- Only Road (Cosmic Gate Remix) - Stefan Bossems e Claus Terhoeven
- Stargazing (Kaskade Remix) - Ryan Raddon

#### Produttore dell'anno, classico
- Blanton Alspaugh
- David Frost
- Elizabeth Ostrow
- Judith Sherman
- Dirk Sobotka

### Videoclip/Film

#### Miglior videoclip
- This Is America - Childish Gambino; Hiro Murai (regista); Ibra Ake, Jason Cole & Fam Rothstein (produttori)
- Apeshit - The Carters
- I'm Not Racist - Joyner Lucas
- Pynk - Janelle Monáe
- Mumbo Jumbo - Tierra Whack